# Granja Grané
Granja Grané és una obra de Sant Feliu de Llobregat (Baix Llobregat) protegida com a Bé Cultural d'Interès Local.

## Descripció
De portal de mig punt, adovellat, construït en pedra i format per dos cossos diferenciats (un més alt que l'altre), presenta coberta a dues vessants inclinades vers la façana. Es conserva una finestra gòtica, polilobulada ben visible, en el cos més alt (format per dos pisos).

## Història
Aquest, probablement dels segles XIV-XV, és l'edifici més antic que coneixem a Sant Feliu. Prop d'aquest es troba l'antiga església romànica (?) de Sant Llorenç. Per tant, aquesta zona deu ser la part originaria de Sant Feliu a partir de la qual va créixer aquest nucli.